# Gauromyrmex
Gauromyrmex é um gênero de insetos, pertencente a família Formicidae.

## Espécies
- Gauromyrmex acanthinus (Karavaiev, 1935)
- Gauromyrmex bengakalisi Menozzi, 1933